# Neuralrohr

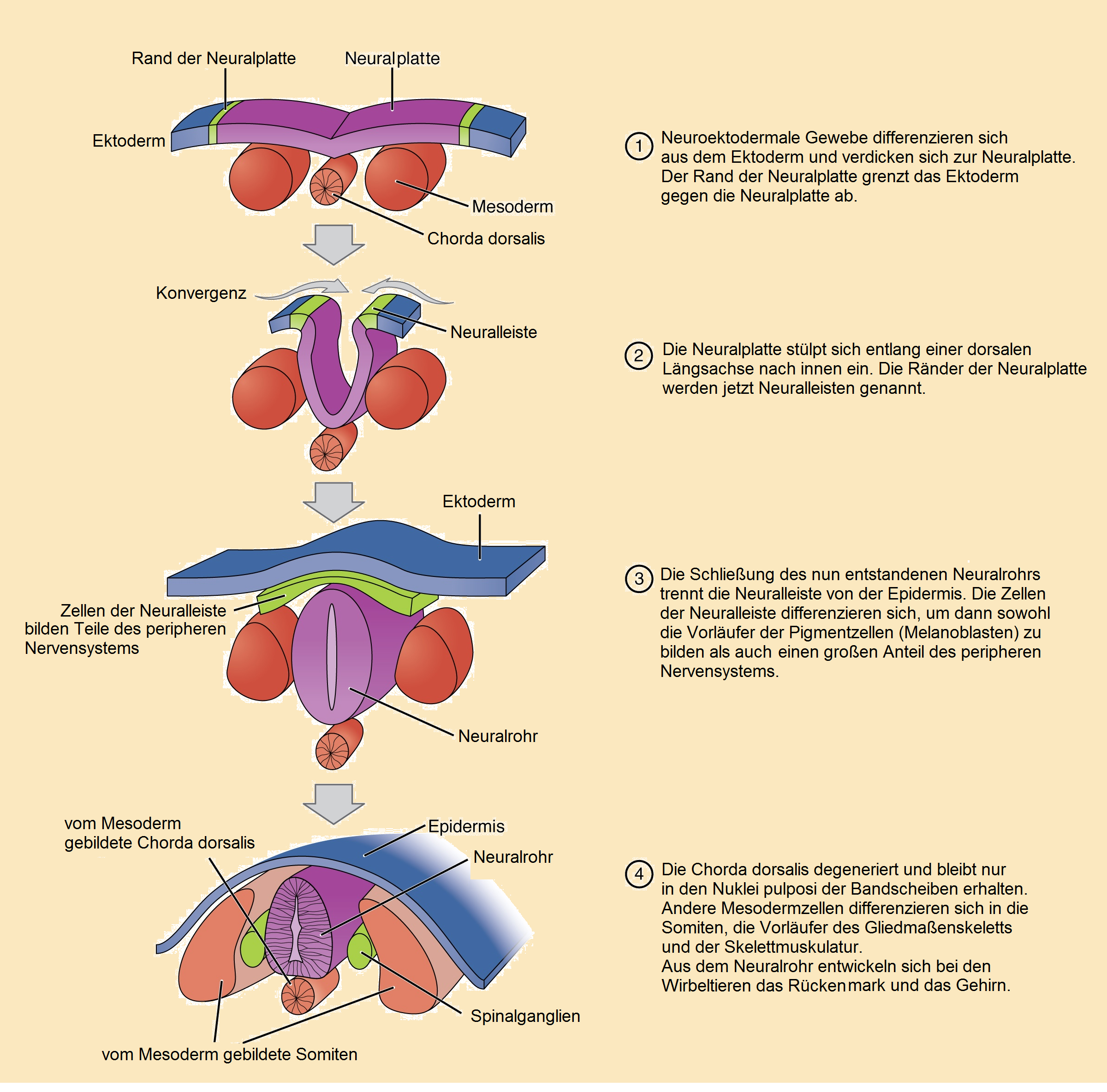
Entstehung des Neuralrohrs

Das Neuralrohr ist die embryonale Anlage des zentralen Nervensystems der Chordatiere, insbesondere der Wirbeltiere, so auch des Menschen. Es gehört zu den Primitivorganen. 

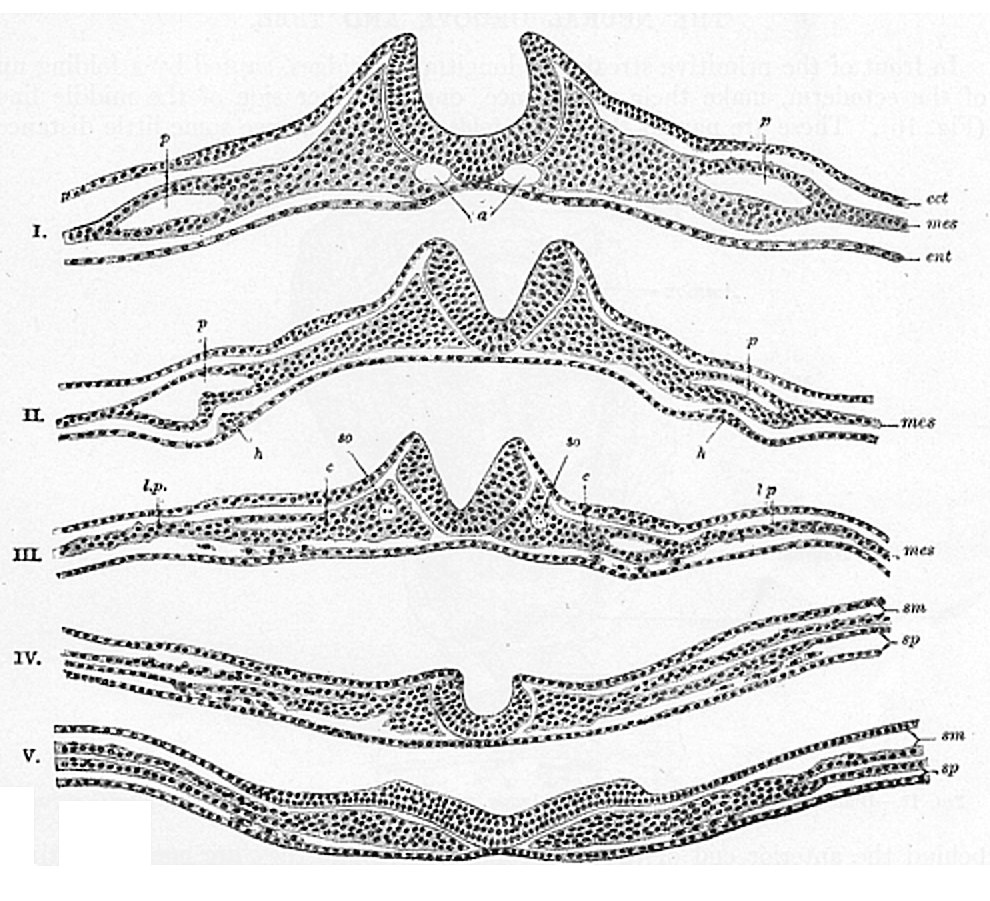
Zeichnung von Querschnitten der embryonalen Keimscheibe. In Abfolge von unten nach oben:
Aufwölbung der Neuralplatte mit seitlichen Neuralwülsten und zentraler Neuralrinne (oben).

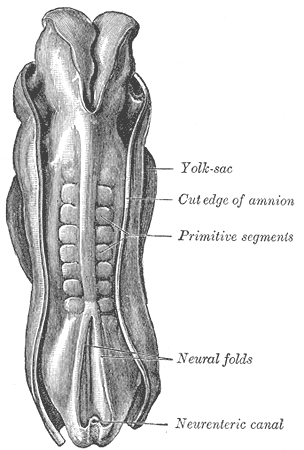
Die Neuralrinne wird über Neuralfalten von der Mitte her zum Neuralrohr abgefaltet (gezeigtes Stadium mit 8–10 Somiten, gegen Ende der 4. Woche beim Menschen).

Es geht im Anschluss an die Gastrulation aus der als Ektoderm (äußeres Keimblatt) bezeichneten Zellschicht an der Oberfläche des Embryos hervor, die über der Chorda dorsalis gelegen und durch deren Einfluss hier das etwas dickere Neuroektoderm ausbildet als Neuralplatte. Diese wölbt sich seitlich mit Neuralwülsten auf und mittig dazwischen zur länglichen Neuralrinne ein. Anschließend faltet sich diese Neuralrinne mit den Neuralfalten ab zu einem röhrenförmigen Gebilde. Durch diesen Vorgang, primäre Neurulation genannt, wird nach innen hin eingesunken das Neuralrohr gebildet und abgesetzt vom Ektoderm, das sich als Oberflächenektoderm wieder schließt über der abgefalteten Anlage des Zentralnervensystems. Beiderseits längs des Neuralrohrs bilden sich dabei vorübergehend die Neuralleisten – aus Zellen des Randbereichs der vormaligen Neuralplatte –, aus denen später u. a. neben Melanozyten (Pigmentzellen) verschiedene Anteile des peripheren Nervensystems hervorgehen.
Aus Zellen des ehemaligen Mittelbereichs der Neuralplatte bildet sich so das Neuralrohr, aus dem sich bei Wirbeltieren das Rückenmark und das Gehirn entwickeln. Bei Lanzettfischchen bleibt es in der Grundform erhalten und wird zum (zentralen) Nervensystem. Die Larven von Salpen zeigen ebenfalls ein Neuralrohr, doch wird es in ihrer ontogenetischen Entwicklung wieder zurückgebildet.
Beim menschlichen Embryo entsteht das Neuralrohr zwischen dem 19. und 28. Tag seiner Entwicklung. Der Schluss zum Neuralrohr beginnt von der Mitte her, dem Bereich des späteren Rautenhirns. Den Abschluss dieser Entwicklungsphase bildet der Verschluss der beiden Neuralrohröffnungen, erst des Neuroporus anterior (rostralis) vorne mit der Lamina terminalis (etwa 29. Tag), danach des Neuroporus posterior (caudalis) hinten (etwa 30. Tag). Störungen der Entwicklung in dieser Phase können zu Neuralrohrdefekten führen, und so zu einer Spina bifida oder auch einer Anenzephalie.
Aus dem Lumen des Neuralrohrs werden später liquorführende Hohlräume: der Zentralkanal des Rückenmarks und das Ventrikelsystem des Gehirns mit dem Aquädukt. Zusammen stellen sie den inneren Liquorraum dar.